# Indígenas de la República
El Partido de los Indígenas de la República (en francés: Parti des indigènes de la République) es el nombre genérico de una convocatoria política, una asociación y luego de un movimiento político que apareció en 2005 en Francia. Se convirtió en un partido político, definiéndose como antirracista y decolonial.
Sus fundadores se fijaron el objetivo de combatir la discriminación, ya sea por motivos de raza o religión. Houria Boutelja, portavoz del Partido de los Indígenas de la República (PIR) llama al movimiento "antiimperialista y antisionista", incluyendo al sionismo entre los imperialismos. Reivindican entre sus influencias a pensadores como Malcolm X, James Baldwin, Frantz Fanon y poetas como Jean Genet o Aimé Césaire.
La revista Marianne ha acusado el movimiento de destilar un discurso fundado sobre "el rencor y el odio". 

## Nombre
En una entrevista de Houria Bouteldja en el año 2009 a un periódico de Argelia, la portavoz respondió a la pregunta que le demandaba la razón para reivindicarse como "indígenas" en Francia, ella respondió:
«Pues porque vivimos una realidad neocolonial. Somos los hijos de una ilusión que consistió en creer que las independencias de nuestros países significaban el final de la colonización. Y en realidad, se trataba del primer acto de la descolonización. Lo vemos tanto en la metrópolis como en sus relaciones con sus antiguas colonias, la descolonización está si terminar. Sus bases ideológicas y culturales están vigentes todavía. Entonces seguimos viviendo una fase colonial diferente. Nosotros que vivimos regímenes y sistemas de opresión de diversos tipos, nos reconocemos en esta denominación porque muestra precisamente y de manera cruda a todos los opresores la realidad del estado en el cual nos quieren encerrar.»
En una aclaración de los traductores al español en el sitio de los Indígenas de la República, se hace la especificación del contenido simbólico particular que tiene esta palabra en la historia de la colonización francesa: 
«La noción de indigènes (indígenas) usado aquí tiene un referente particular en la historia colonial francesa. El imperio francés usaba el término indigenes para referirse a los sujetos coloniales en sus colonias a través del mundo. El movimiento conocido como “Los indígenas de la república” en Francia se compone principalmente de jóvenes franceses de origen africano, árabe, y antillano nacidos y criados en Francia que viven la experiencia del racismo colonial y su consiguiente marginalización y explotación social.»

## La convocatoria de los «Indígenas de la República»
El movimiento se dio a conocer en enero de 2005 con el lanzamiento de la "Convocatoria a las instancias del anticolonialismo poscolonial: ¡somos los indígenas de la República!" El texto concluye con la invitación de participar en una "Marcha de los indígenas de la República", el 8 de mayo, con motivo del 60 aniversario del levantamiento de Setif, en el Constantino argelino en 1945. La asociación fue creada oficialmente el mismo año.
Según Jérémy Robine, quien dirigió en 2005 largas entrevistas con los iniciadores de la convocatoria: las dos principales: Houria Bouteldja (autora de la idea de utilizar la palabra "indígena") y Youssef Boussoumah, "esencial en la convocatoria" se encuentra en un discurso sobre y para la nación, con el esquema de las estrategias de poder que lo impulsan. Con los disturbios diez meses después, es la imagen de una fractura que está surgiendo entre la nación y una parte de sí misma, como resultado de las antiguas colonias. Para el autor, el "continuum colonial" parece central en el análisis de las causas de discriminación contra las cuales los "indígenas" militan.Sobre el mismo tema, la mayoría de los militantes de la Liga Comunista Revolucionaria (LCR, signatario de la convocatoria) comparten muchas de las peleas de la asociación, pero consideran que querer teorizar sobre el único criterio de que Francia y la República serían "post-colonialistas" es restrictivo; para ellos, es necesario comprender la realidad del mundo basada en las "nociones de capitalismo e imperialismo". Sin embargo, consideran legítimo que: "segmentos específicamente discriminados de la población se movilicen y organicen de manera autónoma para defender sus intereses y derechos".
El Partido Comunista Francés apunta que se está extendiendo una controversia, "dividiendo partidos y asociaciones" y provoca "intercambios apasionados" entre los antirracistas. Sobre el tema de la memoria de la colonización, la socióloga Nadia Améri declara que "proclamarse indígena de la República es dar fuerza y vigor al viejo patrón colonial". Tariq Ramadan firma la convocatoria un mes después de su iniciación, lo que provoca una "protesta", Clementine Autain luego retira su firma, explicando; «Para el público, el texto se ha convertido en el [texto] de [Tariq] Ramadán. Es desafortunado, pero está fuera de cuestión servir como garantía».
Caroline Fourest considera que "basta con leer atentamente el texto mismo de la convocatoria para diagnosticar todos los síntomas de una iniciativa antirracista víctima del entrismo fundamentalista". "Y dice que "este llamado, lanzado en medio de una tormenta mediática contra Tariq Ramadan, apunta a consolidar las colaboraciones iniciadas durante el debate sobre el velo. El mismo texto de la convocatoria ampliamente difundido por oumma.com, revela una retórica a la vez esencialista, victimaria, ghettoizante e incluso integrista."

### Contenido de la convocatoria
La apelación denuncia la discriminación de las "minorías étnicas" en Francia y el tratamiento de la historia colonial francesa, indicando que: "Esta convocatoria también denuncia la ley sobre símbolos religiosos en las escuelas públicas francesas de 2004", que para los autores "es parte de un enfoque colonialista". Bertrand Romain señala que el texto claramente le demanda al Estado: reconocer que querer conmemorar "los abusos de su pasado colonial" es el resultado de una amnesia voluntaria defectuosa; y tratar (aquí y ahora) el problema de las "discriminaciones de las cuales los descendientes de las poblaciones colonizadas son siempre víctimas". El investigador comenta "el personaje de texto palimpsesto de la convocatoria: firmado por organizaciones militantes involucradas en la defensa de causas heterogéneas".

## El «Movimiento de los indígenas de la República»
El movimiento se ha dado como objetivo el luchar contra todas las discriminaciones de raza, de sexo, de religión o de origen. Estima que en Francia las discriminaciones raciales son omnipresentes y estructurales debido a que están ligadas a su pasado colonial.
De acuerdo con su portavoz, Houria Bouteldja: "En el nacimiento del movimiento de los indígenas, primero hay un contexto muy general: el lugar de los inmigrantes, la inmigración a Francia, la forma en que hablamos de ello ... Es el resultado de un la vida en Francia, con campañas electorales centradas en el tema de la inmigración de una manera muy peyorativa, cómo la inmigración todavía se usa con fines electorales, para 'atar el cuerpo social' ... El hecho de que los inmigrantes no son nunca ciudadanos plenos, la negación de la ciudadanía para siempre ... la experiencia de una vida. Debemos "reeducar al resto de la sociedad, a la sociedad occidental" sobre el pasado colonial de Francia y otros países, y sus consecuencias hoy."
El movimiento quiere "desnacionalizar" la historia de Francia para reintegrarla en la historia del mundo y devolverle su lugar a las múltiples historias de todos los que viven en Francia hoy.

### Antirracismo político y « decolonial »
Combaten pues el racismo institucional que según ellos constituye a las sociedades post-coloniales, no sólo presente en la extrema derecha que afirma la existencia de razas biológicas o culturales, pero también de una parte de la izquierda que lo negaría y permitiría así de perpetuar la división racial del mundo.

## El «Partido de los indígenas de la República»
La asociación anuncia en 2008 pretender transformarse en partido político, el P.I.R. (Partido de los Indígenas de la República). Houria Bouteldja afirma que se tratará de un partido « antiimperialista y antisionista ».
El congreso fundador del partido tiene lugar al finalizar el mes de febrero de 2010.
En octubre de 2012, la portavoz de los Indígenas de la República, Houria Bouteldja es rociada con pintura en París por la Liga de Defensa Judía de Francia.
Con motivo del décimo aniversario de la organización "descolonial" en presencia de Angela Davis, Houria Bouteldja explicó que la acción se centra en torno a la "lucha de razas sociales." Explicando que "la raza es una construcción social", ella declara "La palabra da miedo y, sin embargo, no hay nada más banal. [la lucha de las razas sociales] estructura nuestra vida diaria". Denuncia igualmente el «philosemitismo de Estado» que es, según ella: : "Una forma sutil y sofisticada de antisemitismo del Estado-nación", y eso se materializaría mediante un "tratamiento privilegiado que beneficie la represión del antisemitismo en comparación con otros racismos".

### Homosexualidad
Para Houria Bouteldja, portavoz del movimiento, sin estar una tara, «el modo de vida homosexual no existe en los barrios populares.» En un derecho de respuesta al artículo poniéndola en entredicho, recuerda sus propósitos sobre el asunto, mantenidos el 6 de noviembre de 2012 en el programa de televisión Ce soir (ou jamais !) de Frédéric Taddeï: "No creo en la universalidad de la identidad política homosexual. Hago la distinción entre el hecho de que puede haber prácticas homosexuales en realidad en los barrios o en otros lugares, pero que no se manifiesta por un reclamo de identidad política."
En 2016, la trabajadora sexual y activista EELV Thierry Schaffauser publicó en la revista de noticias LGBT Yagg un artículo titulado "Los indígenas de la República son nuestros amigos". Según él, el libro de Houria Bouteldja no es homófobo: "Sí, reconoce el sexismo y la homofobia que existen en la comunidad indígena (particularmente en la comunidad árabe), y no los excusa ni los pasa en silencio. Ella hace un análisis político de eso. Él considera que H. Bouteldja adopta un útil análisis interseccional sobre el tema, que podría ayudar a los queer de color, cuya doble identidad los hace "todavía estancados hoy entre dos vicios". 